# Delta Pictoris
Delta Pictoris (δ Pictoris, förkortat Delta Pic, δ Pic) som är stjärnans Bayerbeteckning, är en ensam stjärna belägen i den östra delen av stjärnbilden Målaren. Den har en genomsnittlig skenbar magnitud på 4,72 och är synlig för blotta ögat där ljusföroreningar ej förekommer. Baserat på parallaxmätning inom Hipparcosuppdraget på ca 2,5 mas, beräknas den befinna sig på ett avstånd på ca 1 300 ljusår (ca 400 parsek) från solen.

## Egenskaper
Delta Pictoris är en blå till vit jättestjärna av spektralklass B3 III + O9V. Den har en massa som är ca 7,9 gånger större än solens massa, en radie som är ca 4 gånger större än solens och utsänder från dess fotosfär ca 6 200 gånger mera energi än solen vid en effektiv temperatur på ca 17 100 K.
Delta Pictoris är en förmörkelsevariabel av typ Beta Lyrae, som varierar i magnitud från 4,90 till 4,65 med en period av 1,67 dygn.